# Demografia do Ceará

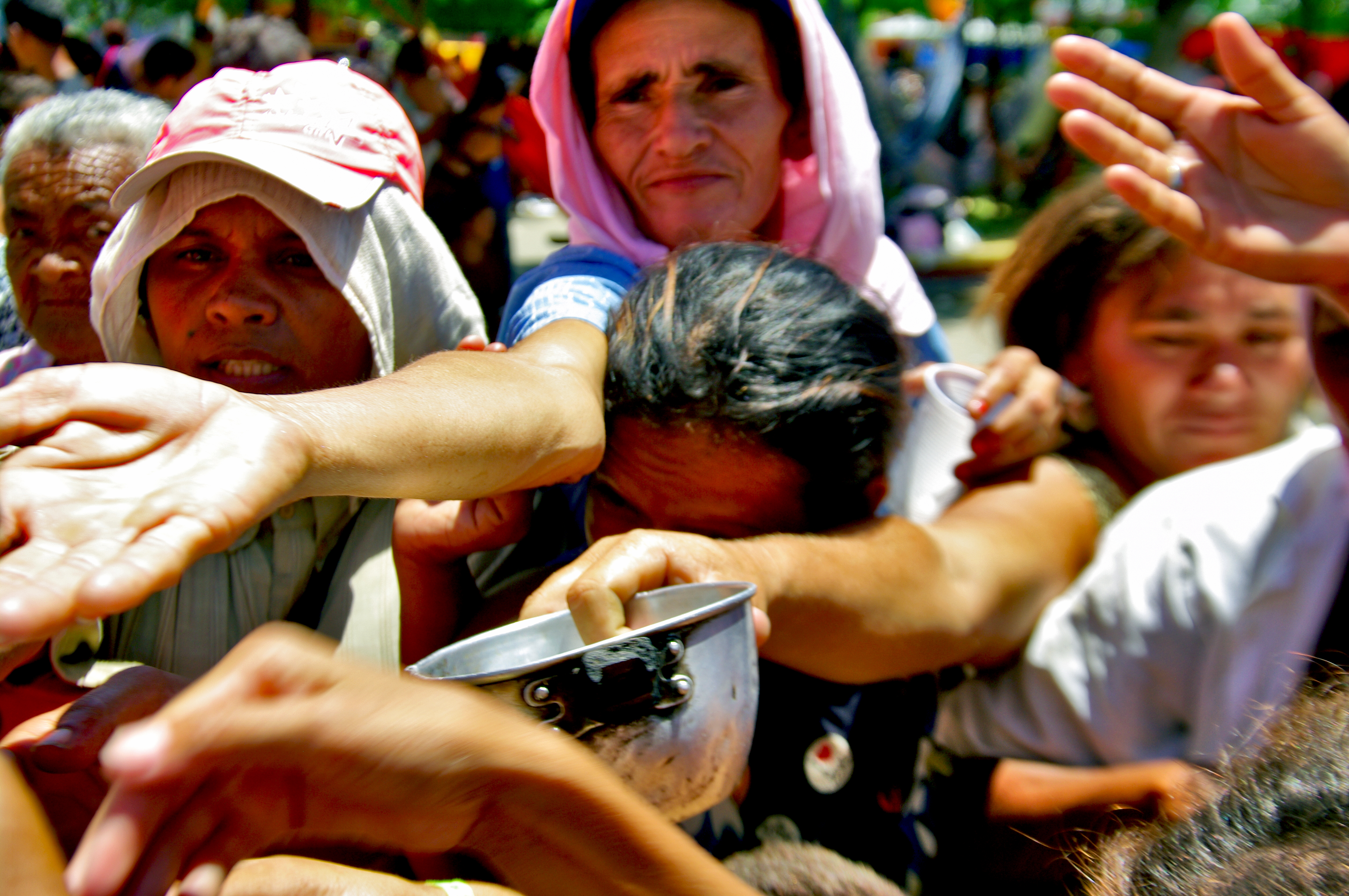
Romeiros em Canindé.

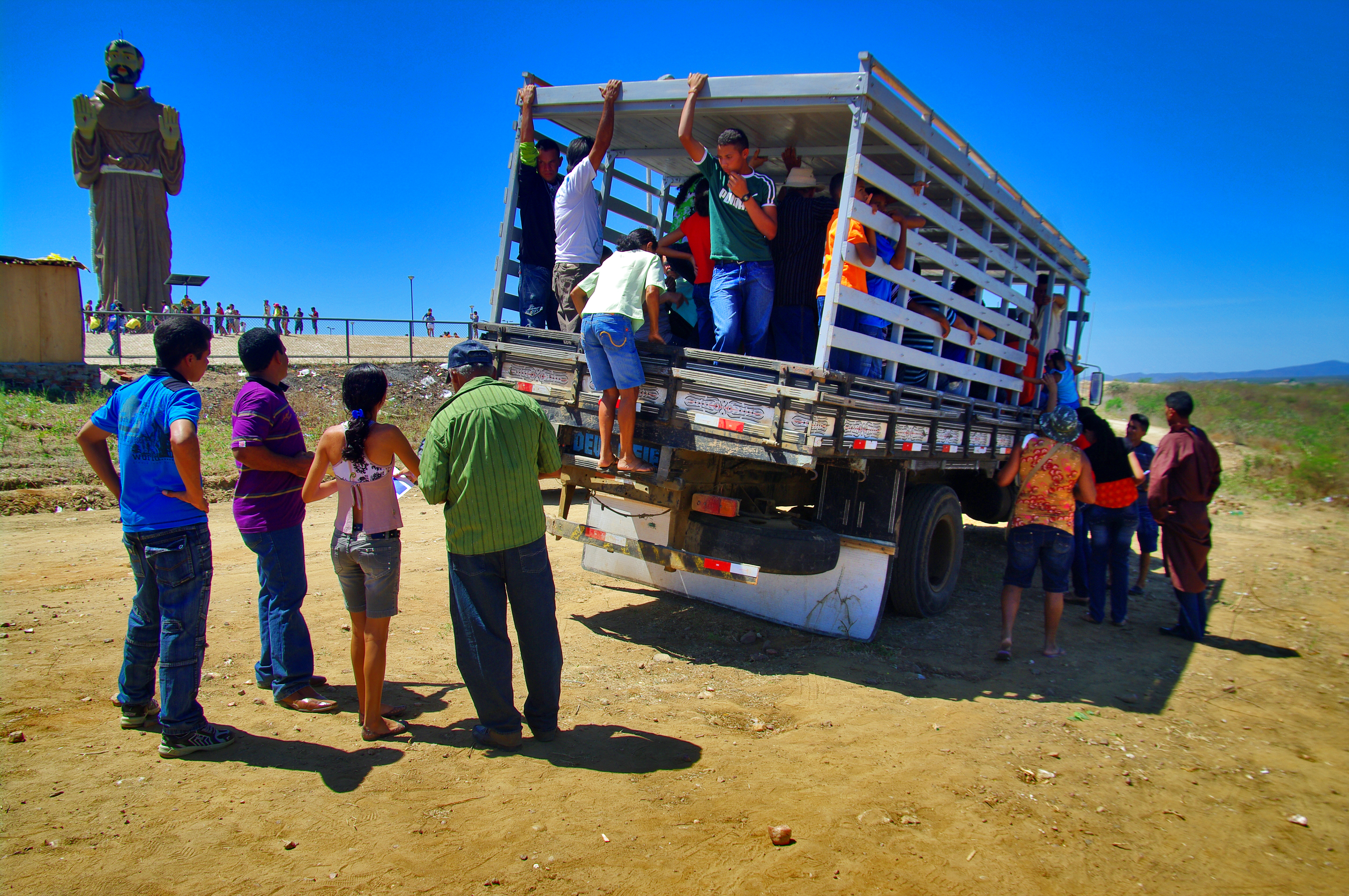
Voltando da romaria.

A Demografia do Ceará, um estado localizado na região nordeste do Brasil, reflete uma série de características distintas que moldaram sua composição populacional ao longo do tempo. Com uma população estimada em mais de 9 milhões de habitantes, de acordo com dados recentes do Instituto Brasileiro de Geografia e Estatística (IBGE), o Ceará é um dos estados mais populosos do país, ocupando o oitavo lugar em termos de população.
A evolução demográfica do Ceará remonta ao período colonial, quando o estado foi um importante centro de colonização portuguesa. Durante séculos, a região foi caracterizada pela presença de povos indígenas e colonizadores europeus para trabalhar nas plantações de algodão e cuidado do gado. Esse legado histórico deixou uma marca profunda na composição étnica e cultural da população cearense, que se tornou uma mistura única de influências europeias e indígenas.
Nos últimos séculos, o Ceará experimentou mudanças significativas em sua estrutura demográfica, impulsionadas por uma série de fatores, incluindo migração interna e internacional, urbanização, industrialização e desenvolvimento econômico. Um dos principais impulsionadores dessas mudanças foi o fenômeno da migração interna, que viu milhões de pessoas deixarem o interior do estado em busca de oportunidades nas cidades litorâneas e em outras regiões do país, também chamado êxodo rural.
Atualmente, a população do Ceará é predominantemente urbana, com mais de 75% dos habitantes vivendo em áreas urbanas. As principais cidades do estado, como Fortaleza, a capital, concentram a maior parte da população e são centros importantes de atividade econômica, cultural e social. No entanto, o interior do estado também desempenha um papel crucial na demografia do Ceará, com uma população diversificada que inclui agricultores, trabalhadores rurais e comunidades tradicionais.
Em termos de estrutura etária, o Ceará enfrenta desafios semelhantes aos de outras regiões do Brasil e do mundo, como o envelhecimento da população e a diminuição da taxa de natalidade. Isso tem levado a mudanças nas políticas públicas e nos programas sociais para lidar com questões como previdência, saúde e educação. Além disso, a diversidade étnica e cultural da população cearense continua a ser uma característica marcante da sociedade, refletindo-se na rica tapeçaria cultural do estado, que abrange tradições, idiomas, culinária e expressões artísticas únicas.

## Características
O Ceará é, em termos regionais, o terceiro estado mais populoso do Nordeste, superado por Bahia e Pernambuco, e o oitavo do Brasil. No último censo do IBGE, em 2010, a população cearense era de 8 452 381 habitantes (4,4% da população brasileira), dos quais 75,09% na zona urbana e 24,91% na zona rural. De acordo com o mesmo censo, 51,26% eram do sexo feminino e 48,74% do sexo masculino, resultando em uma razão de aproximadamente 95 homens para cada cem mulheres. Quanto à faixa etária, 66,52% tinham entre 15 e 64 anos, 25,89% menos de quinze anos e 7,59% acima dos 65 anos. A densidade demográfica é de 56,76 hab/km², acima do valor nacional (22,43 hab/km²). A capital, Fortaleza, abrigava sozinha 29% da população cearense. Entre os censos de 2000 e 2010, o crescimento populacional do Ceará foi de 13,93%, valor um pouco superior às taxas regional (11,29%) e nacional (12,48%).
A transição demográfica tem ocorrido rapidamente no estado: a taxa de natalidade, que nos anos 1970 era bastante alta, caiu 17,96‰ em 2008, e a taxa de mortalidade nesse ano estava em 6,41‰. A taxa de fecundidade em 2009 foi de 2,15 filhos por mulher, ligeiramente acima da taxa de reposição da população, o que representou um aumento em relação a 2008, fazendo o Ceará apresentar uma taxa superior à média nordestina. A taxa de crescimento demográfico caiu de uma média de 2,6% na década de 1950 para 1,73% durante os anos 1990. Com a transição demográfica em curso, a proporção de idosos no conjunto da população aumentou de 2,4% em 1950 para 6,72% em 2004, e já em 2009 10,5% dos cearenses possuíam 60 anos ou mais. Em sentido contrário, os jovens de 0-14 anos passaram de 45,7% em 1950 para 28,9% em 2006. Por último, a taxa de urbanização, que em 1940 era de 22,7%, foi estimada em 2006 em 76,4%, tendo se acelerado muitíssimo nas últimas décadas (só em 1980 a população urbana passou a ser majoritária, com 53,1%).
A religião é muito importante para a maior parte da população cearense. O estado é o terceiro mais católico do País, em termos proporcionais, com 86,7% da população seguindo o catolicismo. Em seguida, vêm os protestantes, somando 9,01%; os que não possuem nenhuma religião, com apenas 2,82%; e os fiéis de outras religiões, com 1,34%.

### Regiões metropolitanas
A Região Metropolitana de Fortaleza, onde se localiza a capital, foi criada pela Lei Complementar Federal nº 14, de 8 de junho de 1973, que instituía, também, outras regiões metropolitanas no país. Inicialmente, a Região Metropolitana de Fortaleza era formada por apenas por Fortaleza, Caucaia, Maranguape, Pacatuba e Aquiraz, sendo, posteriormente, adicionados os municípios de Maracanaú (1983); Eusébio (1987); Itaitinga e Guaiúba (1992); Chorozinho, Pacajus, Horizonte e São Gonçalo do Amarante (1992); Pindoretama e Cascavel (2009) e Paracuru, Paraipaba, Trairi e São Luís do Curu (2014).
No interior, existem as regiões metropolitanas do Cariri (RMC) e de Sobral (RMS). A primeira foi criada pela Lei Complementar Estadual nº 78, de 29 de junho de 2009, e é formada por nove municípios do sul cearense: Barbalha, Caririaçu, Crato, Farias Brito, Várzea Alegre, Jardim, Juazeiro do Norte, Missão Velha, Nova Olinda e Santana do Cariri. A RMS foi instituída mediante a aprovação da Lei Complementar Estadual nº 168, de 27 de dezembro de 2016, e é formada por dezoito municípios: Massapê, Senador Sá, Pires Ferreira, Santana do Acaraú, Forquilha, Coreaú, Moraújo, Groaíras, Reriutaba, Varjota, Cariré, Pacujá, Graça, Frecheirinha, Mucambo, Meruoca, Alcântaras, e Sobral.
Há forte concentração populacional na Região Metropolitana de Fortaleza, onde se verifica um maior contingente na capital e suas cidades do entorno que formam uma mancha urbana contínua. Entre 2010 e 2018, a Região aumentou de 42,68% para 44,69% sua participação em relação à população estadual e teve um incremento populacional de 12,69%, com uma taxa de crescimento de 1,5% do ano. Destaca-se também a RMC, a partir a conurbação entre as cidades de Juazeiro do Norte, Crato e Barbalha, o chamado Crajubar. Nessas duas regiões estão os municípios mais densamente povoados do estado: Fortaleza (7 786,52 hab./km²), Maracanaú (1 877,5), Juazeiro do Norte (1 006,91), Eusébio (582,64) e Pacatuba (498,35).

### Desenvolvimento humano
A expectativa de vida do cearense foi de 71,0 anos em 2009, com uma das maiores diferenças do país entre os homens (66,8 anos, 0,1 ano a menos que a média nordestina) e as mulheres (75,4 anos, 1,3 ano a mais que a média nordestina). O valor atual representa uma melhora de 5,3% em relação à de 1999 (67,4 anos). Assim, o estado acompanhou e até superou o aumento geral da esperança de vida do brasileiro, que foi de 4,4% (passando de 70,0 para 73,1 anos no mesmo período). Ainda assim, está muito inferior à maior expectativa de vida do País, que é a do Distrito Federal (75,8 anos).
O Ceará foi o estado que mais diminuiu a mortalidade infantil de 1980 a 2006, atingindo 30,8 por mil a partir da altíssima taxa de 111,5 por mil de 1980. Houve, portanto, uma redução de 72,4%. Ainda assim, o Ceará em 2008 estava acima da taxa de mortalidade nacional de 24,9 por mil. Por outro lado, dentre os estados nordestinos, só perde para o Piauí (29,3 mortes por mil nascimentos). Seu desenvolvimento humano, contudo, ainda é muito incipiente, embora tenha gradualmente avançado: de um IDH de 0.405 em 1991, passou a 0.734 em 2021. O componente do IDH que mais avançou foi o da Educação, que passou de 0,604 para 0,808 no mesmo período, sobretudo devido ao grande aumento da matrícula de jovens.
Em 2008, o Ceará atingira índices sociais mais altos que a média do Nordeste em diversos aspectos, como a expectativa de vida, escolaridade média e analfabetismo funcional, e apresentava tendência à diminuição de sua disparidade com relação à média do Brasil, superando já o índice nacional no tocante ao desemprego, ao índice de Gini e à razão entre os 10% mais ricos e os 50% mais pobres da população, denotando uma desigualdade de renda que, outrora maior que a brasileira, tornou-se ligeiramente menor a partir de 2006. Segundo o Índice Firjan de Desenvolvimento Municipal (IFDM) de 2011, o Ceará em 2009 havia se tornado o estado com mais alto desenvolvimento da Região Nordeste e o 12º do Brasil, com índice 0,7129.

### Religiões

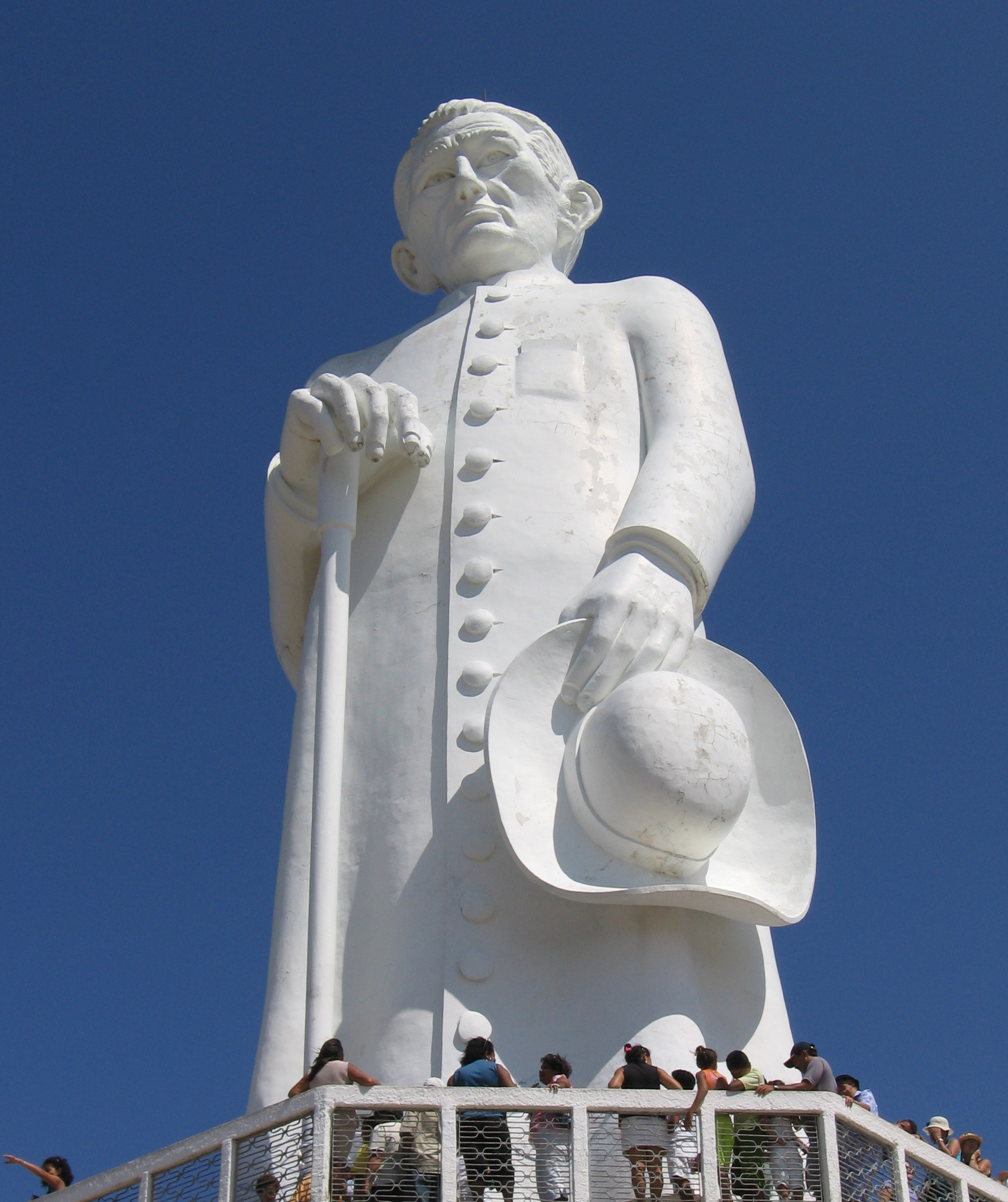
Estátua do Padre Cícero na colina do Horto, em Juazeiro do Norte

A religião é muito importante na cultura da maior parte dos cearenses, sendo um fator de extrema importância na construção da identidade do povo do estado. O Cristianismo é a religião de hegemonia no Ceará e a Igreja Católica é a confissão cristã que mais deixou marcas na cultura cearense. Foi a única reconhecida pelo governo até 1883, quando, na capital do Estado, foi fundada a Igreja Presbiteriana de Fortaleza.
Durante todo o século XX, várias igrejas se instalaram no Estado e no final desse século houve um aumento considerável de pessoas de outras religiões. Contudo, o Ceará é ainda o segundo estado brasileiro com maior proporção de católicos, 85% da população, segundo dados de 2000. Os evangélicos são 8,2%, os espíritas, 0,4%, os membros de outras religiões, 0,9%, e os sem religião, 3,7%.
O catolicismo tem uma extensa rede de igrejas e organizações religiosas em todo o Ceará. A Província Eclesiástica de Fortaleza, encabeçada pela Arquidiocese de Fortaleza, lidera oito dioceses: Crateús, Crato, Iguatu, Itapipoca, Limoeiro do Norte, Quixadá, Sobral e Tianguá. A Igreja Católica foi uma grande força política no passado, sobretudo até a primeira metade do século XX, época em que organizações católicas influenciaram decisivamente os rumos da política estadual.

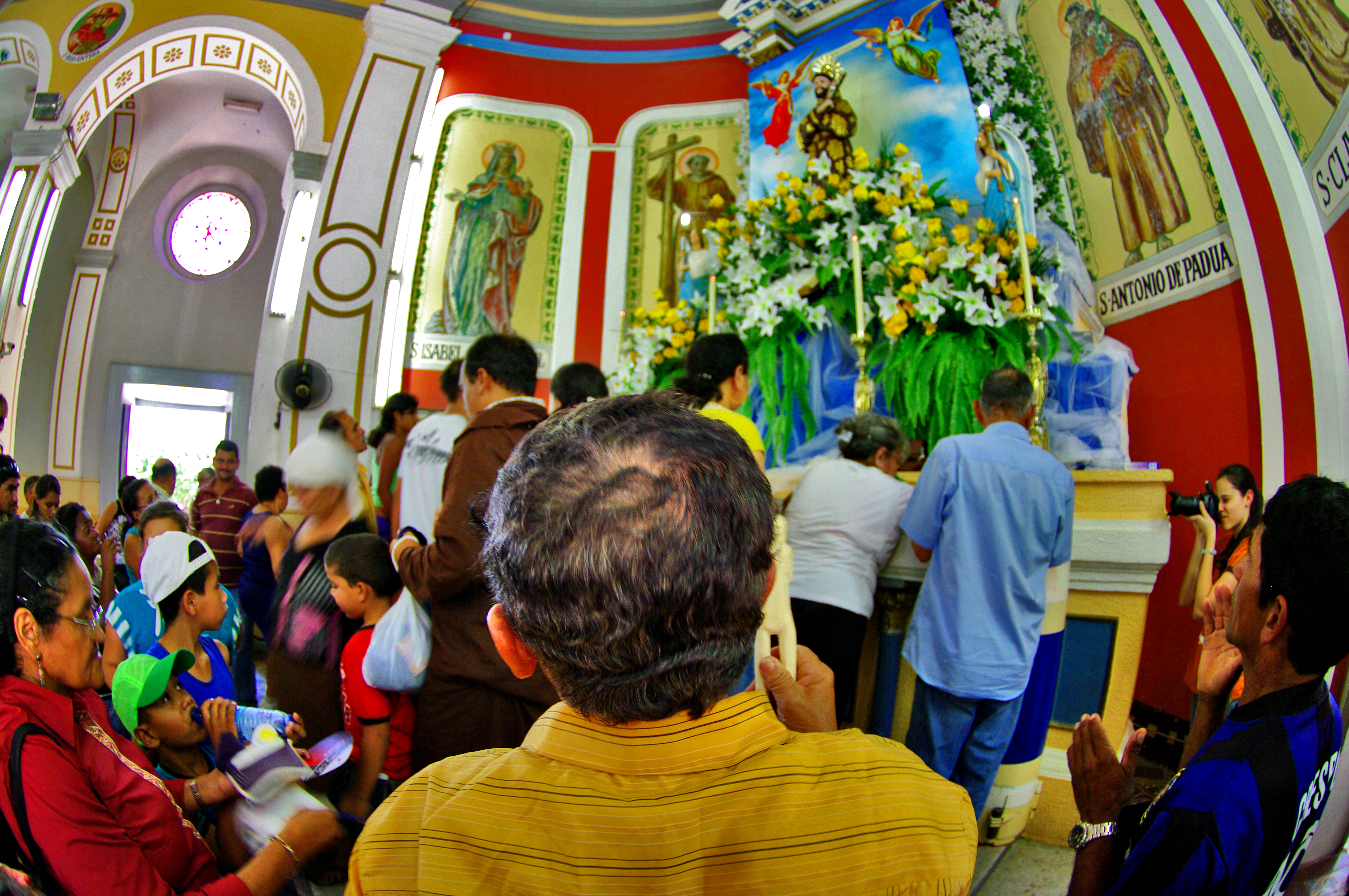
A romaria em honra a São Francisco das Chagas, em Canindé, é considerada a segunda maior do mundo

Cada um dos 184 municípios cearenses possui seu padroeiro. O padroeiro do Ceará é São José. O seu dia no calendário religioso, 19 de março, é feriado estadual. Segundo a tradição popular cearense e a tradição dos profetas da chuva, essa data tem grande significado, pois, se nesse dia houver chuva, o "inverno" (estação chuvosa) estará garantido. Do contrário, a seca estará inegavelmente caracterizada.
A fé sertaneja, muitas vezes associada ao messianismo e marcada por profunda relação com os santos, rituais e datas religiosas, foi e continua sendo bastante influente na história cearense e nos costumes e festejos cearenses. A cidade de Juazeiro do Norte surgiu de um assentamento que, sob orientação do Padre Cícero, considerado pela fé popular um santo, tornou-se um local de peregrinação religiosa e, nos últimos anos, atrai milhares de crentes de vários locais do Brasil. Outro local de grande peregrinação religiosa no Ceará é a cidade de Canindé que abriga um importante santuário em devoção a São Francisco, considerado o maior das Américas.

### Composição étnica
A constituição étnica do povo cearense remonta a muitos séculos. O censo de 1813 mostrava uma configuração já tendente à atual, com predominância de pardos: 47% de brancos, 0,6% de indígenas, 6,8% de negros e 50% de pardos. Sendo predominio brancos e pardos, atualmente.
| Cor/Raça  | População (2022) | Porcentagem |
| --------- | ---------------- | ----------- |
| Pardos    | 5.690.973        | 64,7%       |
| Brancos   | 4.419.000        | 47,9%       |
| Negros    | 595.694          | 6,8%        |
| Indígenas | 56.372           | 0,6%        |
| Amarelos  | 11.256           | 0,1%        |

O povo cearense foi formado pela miscigenação de colonizadores europeus e indígenas catequizados e aculturados após longa resistência que viviam como trabalhadores livres ou escravos. O povoamento do território foi bastante influenciado pelo fenômeno natural da seca. Em 2008, a distribuição da população cearense por cor era de 33,05% autodeclarados brancos, acima dos 30,02% verificados na contagem de 1998; 3,03% autodeclarados negros, acima dos 1,22% em 1998; e 63,39% de autodeclarados pardos, proporção essa que aumentou, comparada à de 1998, de 68,69%. Em proporção, o Ceará tem mais brancos e menos negros que a média nordestina, sendo maioria branca e parda.

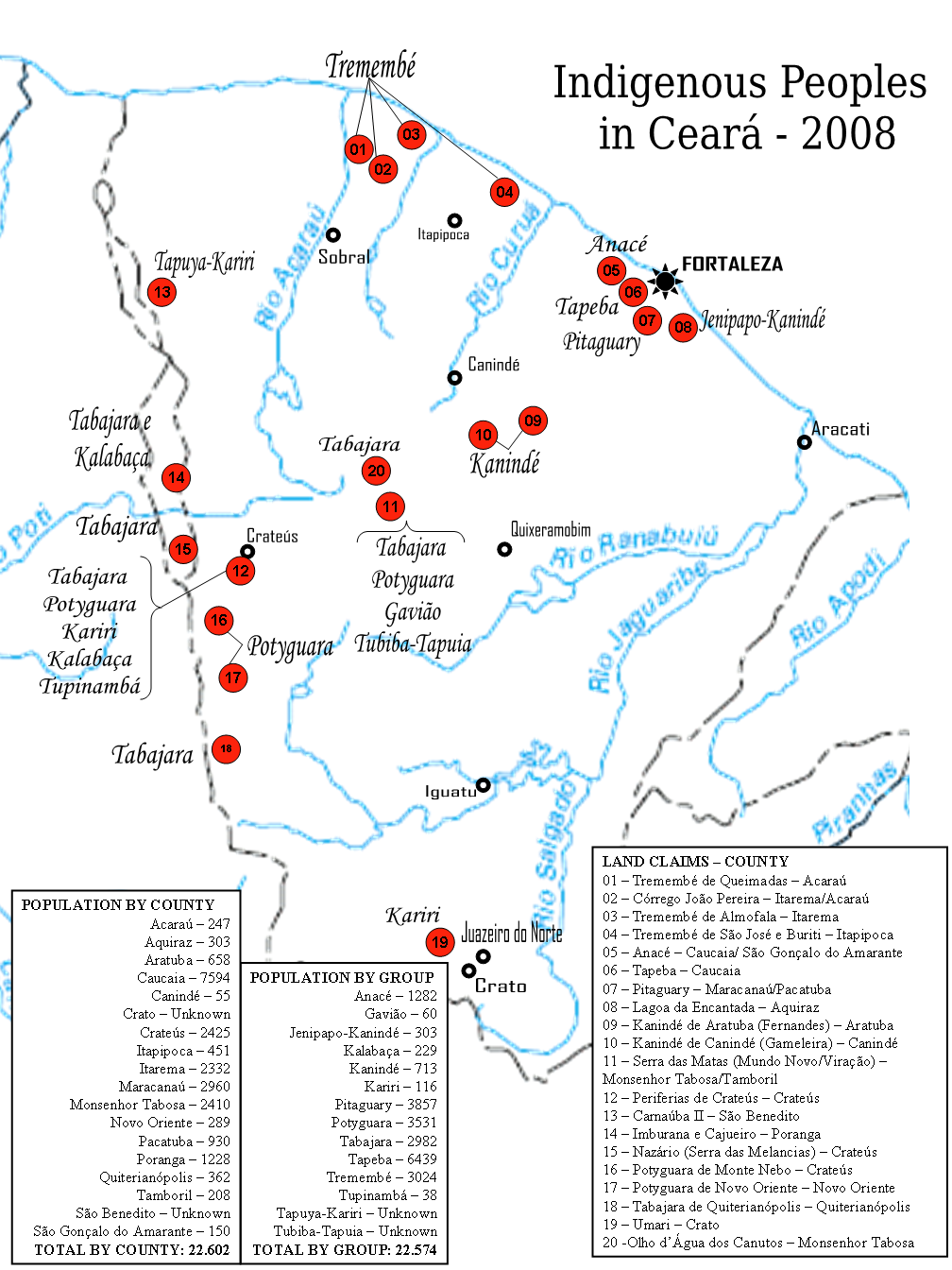
Mapa indicando a presença indígena contemporânea no Ceará

Em decorrência das características econômicas que sempre predominaram no Ceará, como a pecuária e a cotonicultura, e aos aspectos naturais da terra, como o regime periódico de secas, que gerava graves situações de escassez de alimentos em várias áreas sertanejas, a escravidão africana não vicejou no estado da mesma forma que ocorreu no restante do país à época. Dessa forma, a população negra cearense sempre foi relativamente pequena. Vários negros, contudo, migraram para o Ceará como homens livres e fincaram raízes. Estudos indicam que a maior parte dos negros cearenses tinham origem em povos bantus e do Benim. Em 1864, havia apenas 36 mil cearenses escravos; número que, em 1887, reduzira-se para apenas 108 dentro de uma população que, já em 1872, era composta por 721 686 habitantes. Em 1813, os escravos representavam 11,5% dos cearenses, dos quais 63% eram negros. Ao fazer comparação com estados escravistas próximos, constata-se quão pouco importante era a escravidão na sociedade do Ceará: em 1864, Pernambuco tinha 260 mil escravos, permanecendo ainda com 41 122 em 1887; e a Bahia, 300 mil escravos em 1864 e 76 838 escravos restantes em 1887.
Segundo dados do estudo Frequência de Antígenos HLA em uma Amostra da População Cearense, realizado pelo professor Dr. Henry Campos, professor da Faculdade de Medicina da Universidade Federal do Ceará, há um predomínio nítido de um antígeno no grupo de cearenses que não é o mesmo presente nas populações de negros e portugueses.
O Ceará tem, atualmente, quinze etnias indígenas nativas reconhecidas. A população estimada dessas etnias é de 22,5 mil, de acordo com dados do Distrito Sanitário Especial Indígena do Ceará (FUNASA). No Ceará, muitas pessoas desconheciam a existência dos índios, pois políticas oficiais, durante muito tempo, obrigaram os indígenas a esconderem sua identidade. Um decreto da Assembleia Provincial do Ceará, datado de 1863, declarou que não havia índios na província.